# Гейдрихиада

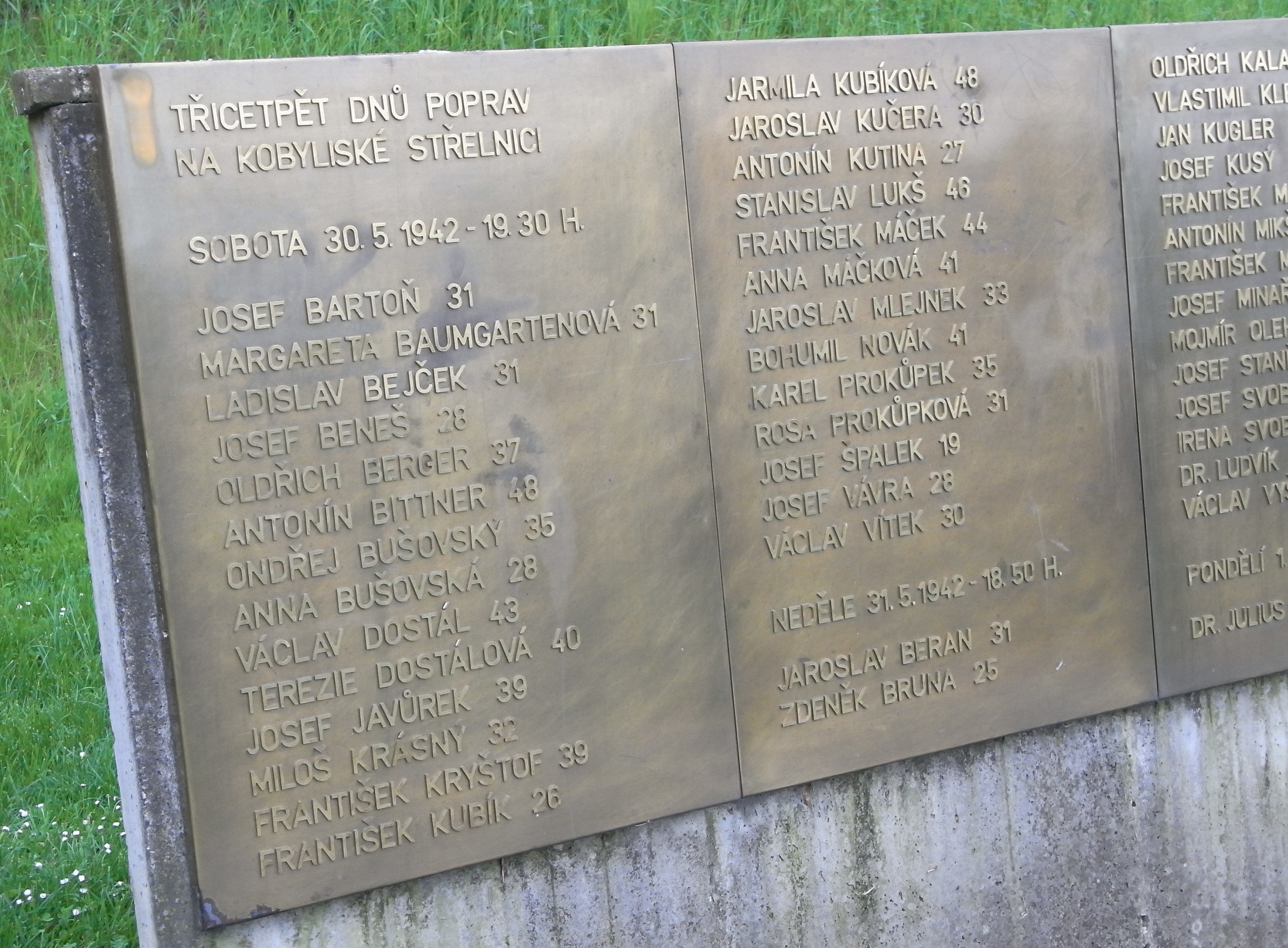
Монумент со списком казненных в ходе Гейдрихиады

Гейдрихиада (чеш. Heydrichiáda; словацк.Heydrichiad) — собирательное название периода жестоких репрессий, проводившихся немецкими нацистскими оккупантами во времена Второй мировой войны в протекторате Богемия и Моравия (Чехословакия) под руководством протектора Рейнхарда Гейдриха. В чешской исторической литературе в основном различают Первую Гейдрихиаду: период террора, связанный с инаугурацией Гейдриха в 1941 г., и Вторую Гейдрихиаду: период террора после убийства Гейдриха в 1942 г.

## Первая Гейдрихиада

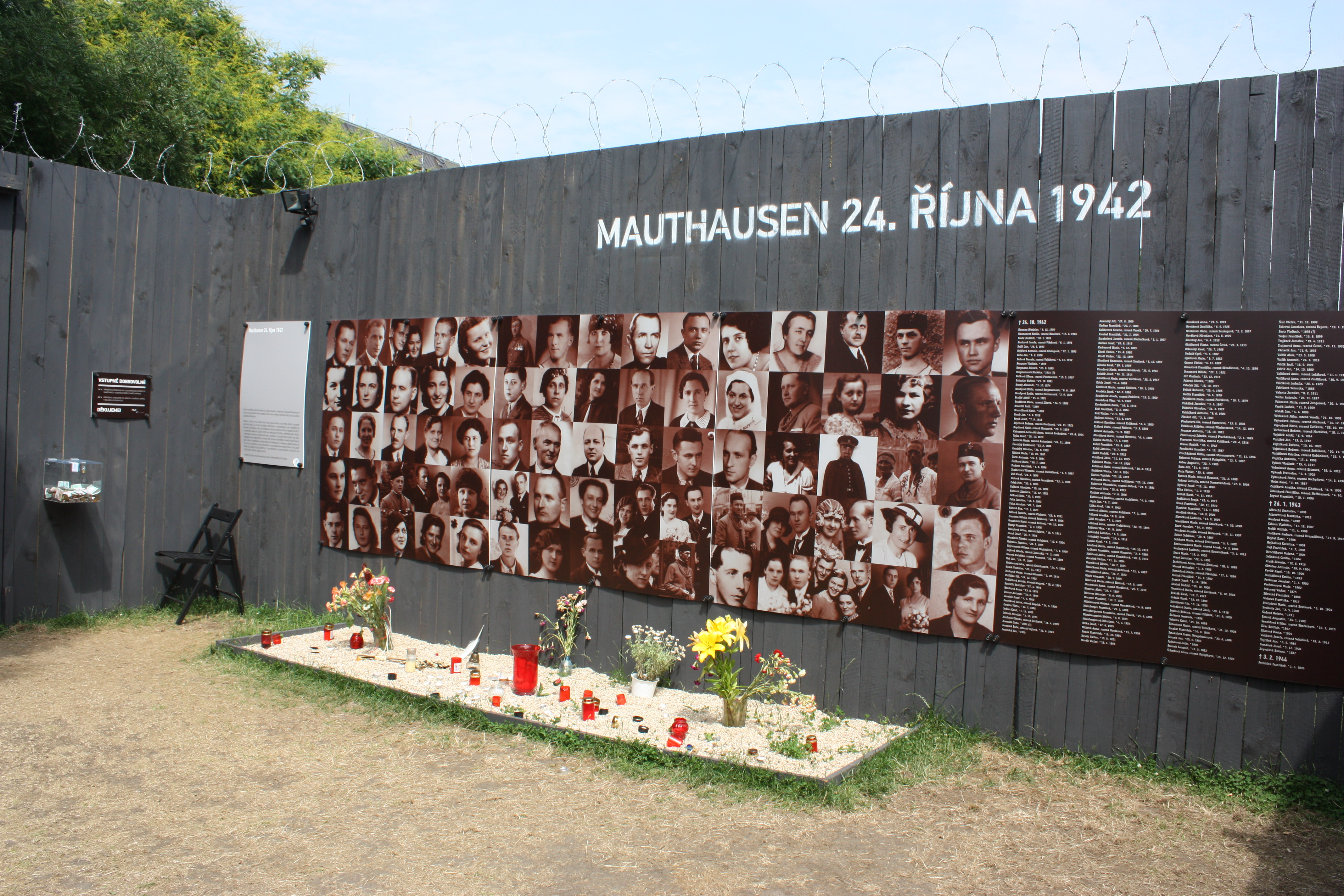
Монумент с именами родственников десантников и их сослуживцев, которые в количестве 262 человек были массово расстреляны 24 октября 1942 года в Маутхаузене.

Гейдрих вступил в должность протектора 27 сентября 1941 года с задачей подавления растущего антинацистского сопротивления. Он немедленно объявил военное положение и казнил ряд заключенных участников сопротивления, а также коммунистических деятелей. Премьер-министр Протектората генерал Алоис Элиаш был арестован и приговорен к смертной казни за сотрудничество с антинацистами и лондонским правительством (однако, нацисты держали его в заложниках и расстреляли только во время Второй Гейдрихиады). Другие лица, обвиняемые или подозреваемые в участии в сопротивлении, в чёрной торговле или просто в «нарушение общественного порядка» были арестованы и массово казнены. Военное положение не отменялось до 19 января 1942 года, и тогда же было назначено новое правительство протектората во главе с Ярославом Крейчи.

## Вторая Гейдрихиада
Гейдрих погиб 4 июня 1942 года в результате покушения, совершенного 27 мая 1942 года военнослужащими чехословацкой армии во главе с Йозефом Габчиком и Яном Кубишем. В день убийства вновь было объявлено военное положение (продлилось до 3 июля 1942 года). В отместку за убийство Гейдриха оккупационная администрация казнила несколько тысяч жителей протектората, которые подозревались в причастности к покушению, помогали сопротивлению или просто одобряли убийство. В тот же день члены гестапо и СС обыскивали все квартиры в Праге в поисках улик, которые могли привести их к зачинщикам нападения. Сравняли с землёй село Лидице с населением в 503 жителя, оно было казнено или отправлено в концлагеря, а некоторым маленьким детям пришлось пройти через «онемечивание». После войны, в село из концлагерей вернулись всего 143 женщины, а после усердных поисков — 17 детей из Германии.
24 июня 1942 года, через 14 дней после уничтожения Лидице, нацисты также сожгли деревню Лежаки, а её жители были убиты, а одиннадцать детей были отправлены в концлагеря, двое детей прошли «онемечивание» в Германии. Были сломлены и остатки организованного внутреннего антифашистского сопротивления. Йозеф Габчик и Ян Кубиш вместе со своими соратниками (Адольф Опалка, Йозеф Вальчик, Йозеф Бублик, Ян Грубы, Ярослав Шварц) тем временем прятались в склепе православной церкви Кирилла и Мефодия на пражской улице Реслова. Но 18 июня 1942 года церковь была оцеплена и остатки сопротивления после долгой борьбы отказались сдаваться и покончили жизнь самоубийством. Ян Кубиш скончался в результате серьёзной травмы при транспортировке в лазарет СС. Изначально группа должна была прятаться в церкви недолго, но Властимил Моравец раскрыл свое убежище, прежде чем они смогли сбежать из церкви.
После предательства Карела Чурды гестапо начало новую волну репрессий. Большинство коллаборационистов[уточнить] со своими семьями погибло в концентрационном лагере Маутхаузен. Там 24 октября 1942 года были расстреляны 262 чешских бойца сопротивления.
Среди жертв «Второй Гейдрихиады» был офицер Йозеф Машин, писатель Владислав Ванчура и политик Франтишка Пламинкова.

## Судьба военных преступников
Глава пражского гестапо в 1942—1945 годах Эрнст Герке, который был инициатором казни 294 родственников и сослуживцев в концентрационном лагере Маутхаузен, так и не был привлечён к ответственности. Обергруппенфюрер СС Карл Герман Франк был казнён в 1946 году в Праге.